# یواس‌اس ویکسبرگ (ابهام‌زدایی)
یواس‌اس ویکسبرگ ممکن است به یکی از موارد زیر اشاره داشته باشد:
- یواس‌اس ویکسبرگ (پی‌جی-۱۱)
- یواس‌اس ویکسبرگ (سی‌ال-۸۶)
- یواس‌اس ویکسبرگ (سی‌جی-۶۹)
- یواس‌اس ویکسبرگ (۱۸۶۳)